# Stephen Thompson Jr.
Stephen Mark «Stevie» Thompson Jr. (Harbor City, California, 23 de marzo de 1997) es un baloncestista estadounidense que se encuentra sin equipo. Con 1,96 metros de estatura, juega en las posiciones de base o escolta. Es hijo del exjugador de la NBA Stephen Thompson y hermano de Ethan Thompson.

## Trayectoria deportiva

### Universidad
Jugó cuatro temporadas con los Beavers de la Universidad Estatal de Oregón, en las que promedió 14,6 puntos, 3,3 rebotes, 2,6 asistencias y 1,5 robos de balón por partido. En su última temporada fue incluido en el segundo mejor quinteto de la Pac-12 Conference.

#### Estadísticas
| Año     | Equipo       | PJ  | PT | MPP  | %TC  | %3P  | %TL  | RPP | APP | ROB | TPP | PPP  |
| ------- | ------------ | --- | -- | ---- | ---- | ---- | ---- | --- | --- | --- | --- | ---- |
| 2015–16 | Oregon State | 32  | 5  | 21.7 | .405 | .375 | .691 | 1.9 | .8  | 1.2 | .3  | 10.6 |
| 2016–17 | Oregon State | 26  | 26 | 36.2 | .397 | .341 | .634 | 4.3 | 3.0 | 1.4 | .2  | 16.3 |
| 2017–18 | Oregon State | 32  | 32 | 36.6 | .461 | .348 | .657 | 3.1 | 3.3 | 1.7 | .3  | 15.8 |
| 2018–19 | Oregon State | 31  | 31 | 36.6 | .428 | .308 | .755 | 4.2 | 3.2 | 1.5 | .2  | 16.1 |
| Total   | Total        | 121 | 94 | 32.6 | .425 | .340 | .681 | 3.3 | 2.6 | 1.5 | .3  | 14.6 |

### Profesional
Tras no ser elegido en el Draft de la NBA de 2019, disputó las Ligas de Verano de la NBA con los Dallas Mavericks, promediando 4,3 puntos en los tres partidos en los que jugó. En el mes de octubre fue elegido en la segunda posición de la segunda ronda del Draft de la NBA G League por los Wisconsin Herd, pero fue despedido antes del comienzo de la liga. En febrero de 2020 fue reclamado por los Erie BayHawks.
En la temporada 2021-22, firma por el Pallacanestro Reggiana de la Lega Basket Serie A.
[actualizar]
El 30 de octubre de 2023, regresa a los Wisconsin Herd.
El abril de 2024 regresa a los Vaqueros de Bayamón tras la conclusión de la temporada en la G League.
El 28 de octubre de 2024 regresa a los Wisconsin Herd.
En 2025 se une de nuevo a los Vaqueros de Bayamón donde conquista el título de liga.

### Selección nacional
Durante agosto y septiembre de 2023 fue integrante de la selección de Puerto Rico que participó en el Mundial de 2023 celebrado en Asia, y que finalizó en decimosegundo lugar.
Entre julio y agosto de 2024 fue parte de la selección absoluta de Puerto Rico, que disputó los Juegos Olímpicos de París, finalizando en decimosegunda posición.